# Китичени (Бакау)
Китичени (рум. Chiticeni) насеље је у Румунији у округу Бакау у општини Секујени. Oпштина се налази на надморској висини од 226 m.

## Становништво
Према подацима из 2002. године у насељу је живело 184 становника, од којих су сви румунске националности.